# Woodlawn-Oakdale
Woodlawn-Oakdale és una concentració de població designada pel cens dels Estats Units a l'estat de Kentucky. Segons el cens del 2000 tenia 4.937 habitants.

## Demografia
Segons el cens del 2000, Woodlawn-Oakdale tenia 4.937 habitants, 2.049 habitatges, i 1.407 famílies. La densitat de població era de 320,9 habitants/km².
Dels 2.049 habitatges en un 32,2% hi vivien nens de menys de 18 anys, en un 51% hi vivien parelles casades, en un 13,2% dones solteres, i en un 31,3% no eren unitats familiars. En el 26,7% dels habitatges hi vivien persones soles el 9,7% de les quals corresponia a persones de 65 anys o més que vivien soles. El nombre mitjà de persones vivint en cada habitatge era de 2,41 i el nombre mitjà de persones que vivien en cada família era de 2,89.
Per edats la població es repartia de la següent manera: un 25,1% tenia menys de 18 anys, un 8,9% entre 18 i 24, un 30,4% entre 25 i 44, un 23,5% de 45 a 60 i un 12% 65 anys o més.
L'edat mediana era de 35 anys. Per cada 100 dones de 18 o més anys hi havia 89,8 homes.
La renda mediana per habitatge era de 27.313 $ i la renda mediana per família de 31.658 $. Els homes tenien una renda mediana de 28.789 $ mentre que les dones 17.316 $. La renda per capita de la població era de 13.344 $. Entorn del 17,6% de les famílies i el 21,3% de la població estaven per davall del llindar de pobresa.

## Poblacions més properes
El següent diagrama mostra les poblacions més properes.